# Hydrostachys stolonifera
Hydrostachys stolonifera är en tvåhjärtbladig växtart som beskrevs av John Gilbert Baker. Hydrostachys stolonifera ingår i släktet Hydrostachys och familjen Hydrostachyaceae. Inga underarter finns listade i Catalogue of Life.